# Populus balsamifera
Populus balsamifera là một loài thực vật có hoa trong họ Liễu. Loài này được Carl von Linné miêu tả khoa học đầu tiên năm 1753.
Populus balsamifera là loại gỗ cứng ở cực bắc của Bắc Mỹ, mọc xuyên lục địa trên các vùng đồng bằng ngập lũ và vùng núi cao và vùng đồng bằng ngập lũ, và phát triển tốt nhất ở vùng đồng bằng ngập lũ. Đây là một loại cây cứng cáp, phát triển nhanh, thường sống ngắn hạn, nhưng một số cây có tuổi đời lên tới 200 năm đã được tìm thấy. 
Cây này được biết đến với hương thơm ngọt ngào, nồng nàn, đến từ những nụ dính đầy nhựa của nó. Mùi hương của nó thường được ví như mùi của cây linh sam balsam.

## Hình ảnh

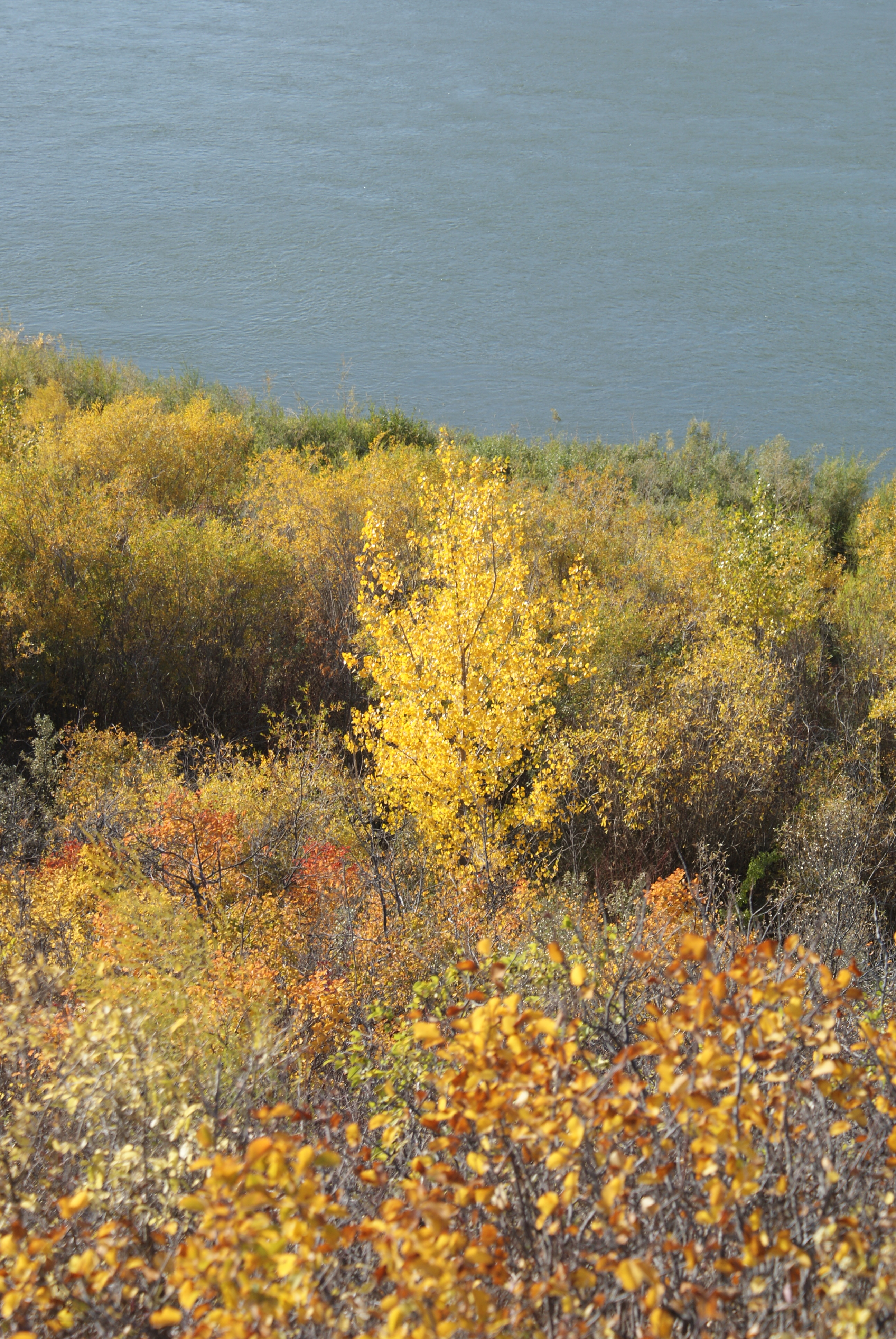
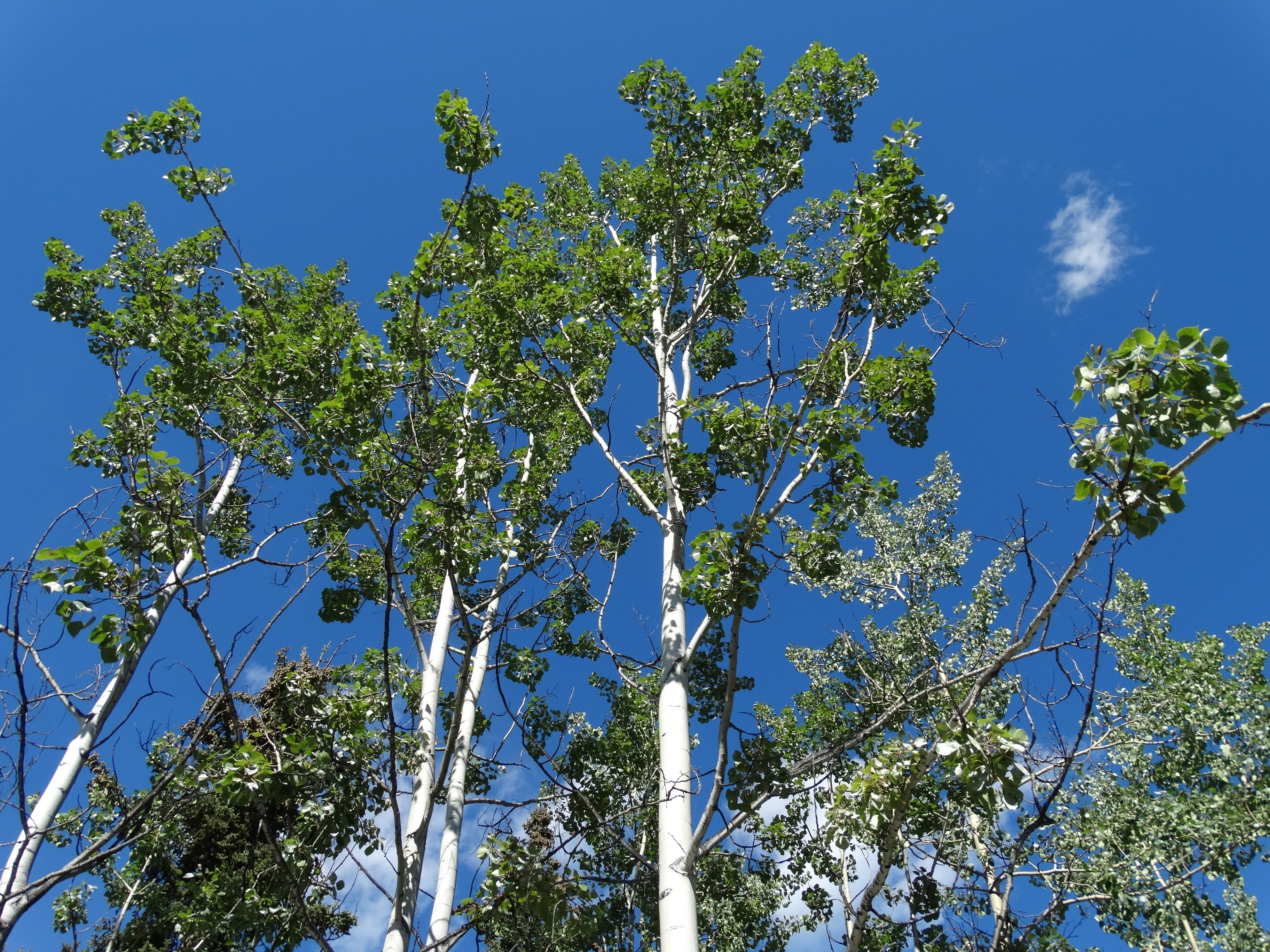
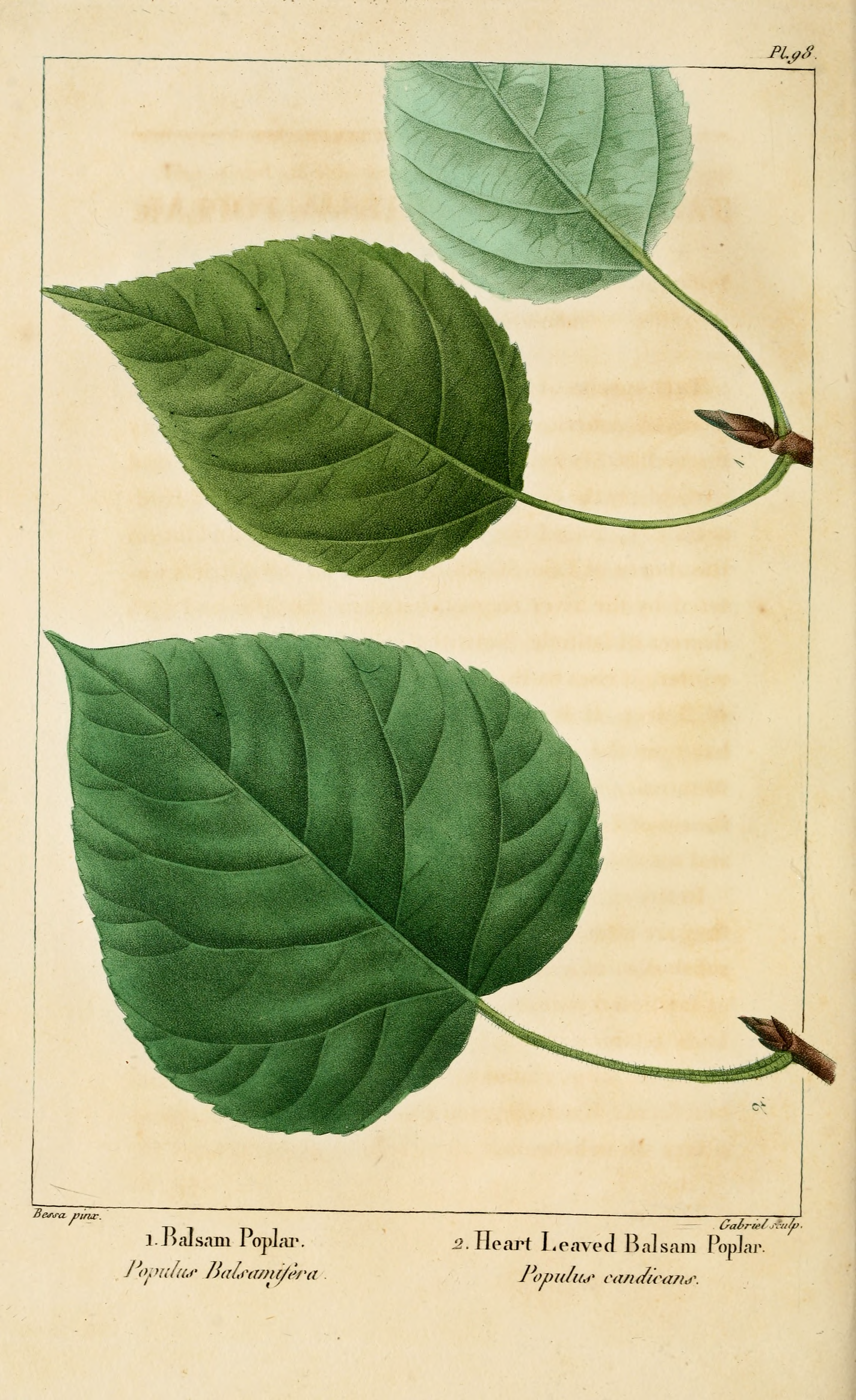
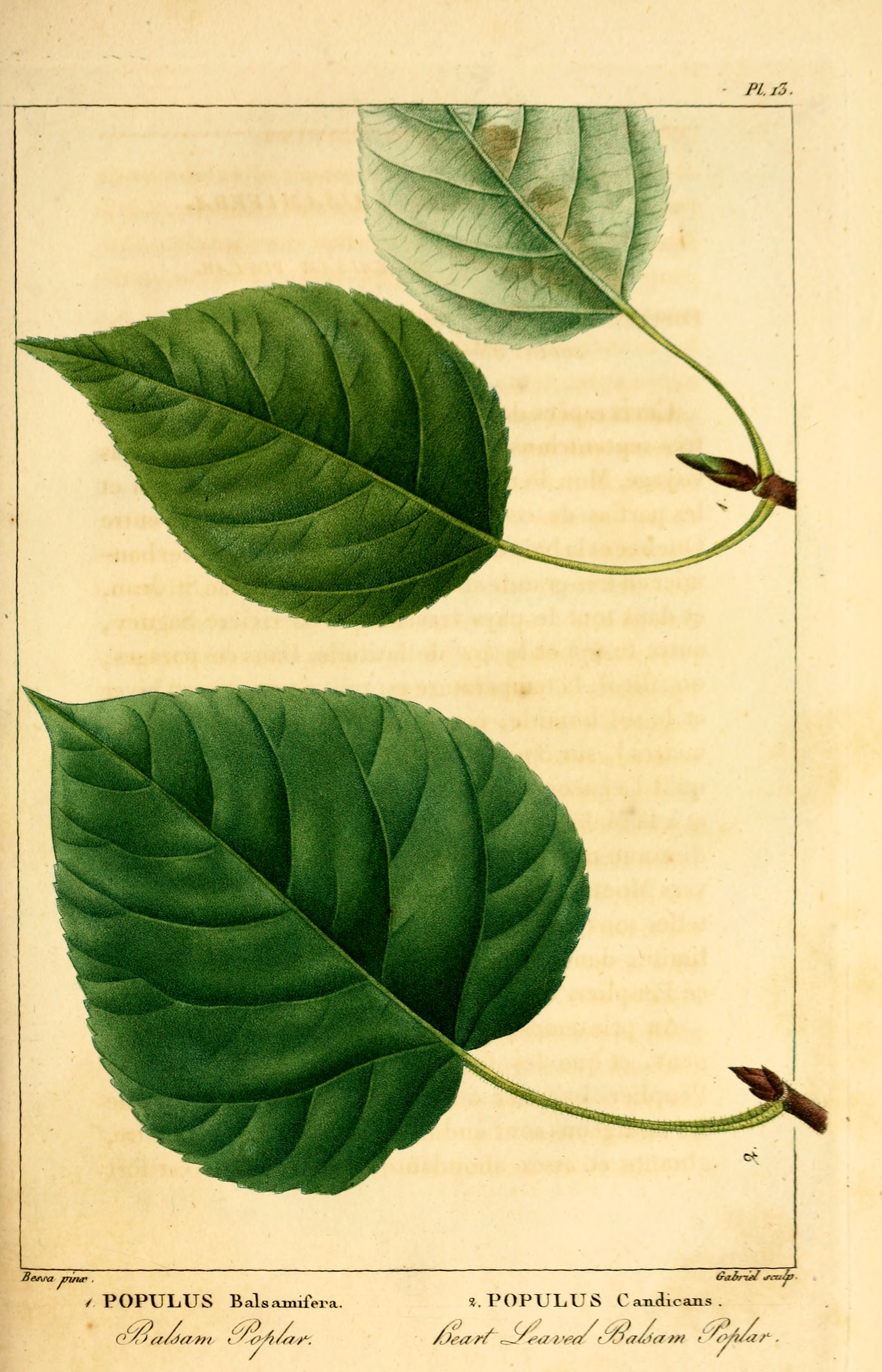